# Sanctuarul Neolitic de la Parța
Sanctuarul Neolitic de la Parța este un sanctuar neolitic vechi de aproximativ 6.000 de ani, descoperit la Parța, județul Timiș. Este unicul sanctuar neolitic din România și unul din puținele din Europa, complet restaurat. Se găsește în prezent la Muzeul Banatului din Timișoara.

## Descriere
Sanctuarul a fost descoperit în anii '70, lângă localitatea Parța, la câțiva kilometri de Timișoara. El avea o formă rectangulară, cu o lungime de 11,5 m și o lățime de 6 m. Prezintă două compartimente distincte: camera altarului, și camera unde se aduceau ofrandele. În partea anterioară se află altarul, cu două statui lipite, o zeitate feminină și un taur, simboluri ale fecundității și fertilității pentru cultura vremii. Templul era folosit și drept calendar solar. Chiar în ziua echinocțiului de toamnă și de primăvară, soarele pătrundea printr-un orificiu al templului și lumina perfect altarul.